# 井山弘幸
井山 弘幸（いやま ひろゆき、1955年- ）は、日本の科学史・科学哲学者、新潟大学名誉教授。

## 人物・来歴
静岡県三島市生まれ。1978年東京大学理学部化学科卒業。83年同理学系大学院博士課程・科学史科学基礎論専攻単位取得退学。1984年新潟大学人文学部助手。講師、助教授をへて、教授。2021年定年、名誉教授。専攻は、科学思想史、科学哲学。お笑いの構造を論じた評論も書き、「笑い学会」に所属している。

## 著書
- 『偶然の科学誌』 (ドルフィン・ブックス) 大修館書店, 1995.6
- 『鏡のなかのアインシュタイン つくられる科学のイメージ』化学同人, 1998.3
- 『「お笑い」を学問する』(ブックレット新潟大学) 新潟日報事業社, 2003.2
- 『お笑い進化論』青弓社ライブラリー 2005.5
- 『笑いの方程式 あのネタはなぜ受けるのか』(Dojin選書) 化学同人, 2007.9
- 『パラドックスの科学論 科学的推論と発見はいかになされるか』新曜社, 2013.3

共著
- 『現代科学論 科学をとらえ直そう』(ワードマップ) 金森修共著. 新曜社, 2000.11

### 翻訳
- L.ローダン『科学は合理的に進歩する 脱パラダイム論へ向けて』村上陽一郎共訳. サイエンス社, 1986.5
- R.ベル『科学が裁かれるとき 真理かお金か?』化学同人, 1994.1
- テレンス・ハインズ『ハインズ博士「超科学」をきる 真の科学とニセの科学をわけるもの』化学同人, 1995.6
- テレンス・ハインズ『ハインズ博士「超科学」をきる part 2 (臨死体験から信仰療法まで)』化学同人, 1995.12
- ピーター・バーク『知識の社会史 知と情報はいかにして商品化したか』城戸淳共訳、新曜社, 2004.8
- ウォルター・グラットザー『ヘウレーカ! ひらめきの瞬間 誰も知らなかった科学者の逸話集』安藤喬志共訳、化学同人, 2006.5
- テレンス・ハインズ『ハインズ博士再び「超科学」をきる 代替医療はイカサマか?』化学同人, 2011.8
- ピーター・バーク『知識の社会史 2 百科全書からウィキペディアまで』新曜社, 2015.7
- ピーター・バーク『博学者――知の巨人たちの歴史』左右社, 2024

## 論文
- <井山弘幸